# Xenacoelomorpha
Los xenacelomorfos (Xenacoelomorpha) son un pequeño grupo de gusanos casi exclusivamente marinos vermiformes y aplanados dorsoventralmente, identificados como nuevo filo a través del análisis filogenómico, ya que antes eran considerados platelmintos.
Los anteriores estudios los consideraban un grupo muy primitivo y situado como el grupo basal de los bilaterales; aunque otros estudios los relacionan con los ambulacrarios. Recientemente se ha sugerido que los xenacelomorfos en realidad son deuteróstomos altamente reducidos, emparentados con los ambulacrarios y que los estudios que los coloquen en posición basal de Bilateria es causada por la atracción de ramas largas debido a las altas tasas de evolución genética que presentan las especies de Acoelomorpha que hacen empujar el filo a la base del árbol. Según los estudios los xenacelomorfos y ambulacrarios forman un clado llamado Xenambulacraria.

## Características
Son simples, carecen de un sistema estomatogástrico típico, es decir no poseen un verdadero intestino, sino un saco intestinal sin ano. Tienen un sistema nervioso simple, difuso y subepidérmico; carecen de cerebro, pero tienen un estatocisto sensorial y a veces dos ocelos.
Son acelomados y bilaterales, tienen una epidermis ciliada específica que los diferencia de los demás animales bilaterales; la boca se sitúa ventralmente; carecen de sistema circulatorio, urinario y reproductivo organizado. Los músculos son circulares y longitudinales. No poseen formas larvales.

## Filogenia
Cladograma basado en análisis genéticos más recientes:
|              | Xenacoelomorpha                                                |
|              |                                                                |
| Ambulacraria | \| \| Hemichordata \| \| \| \| \| \| Echinodermata \| \| \| \| |
|              | \| \| Hemichordata \| \| \| \| \| \| Echinodermata \| \| \| \| |
|              | Hemichordata                                                   |
|              |                                                                |
|              | Echinodermata                                                  |
|              |                                                                |

|  | Hemichordata  |
|  |               |
|  | Echinodermata |
|  |               |

|              | Xenacoelomorpha                                                |
|              |                                                                |
| Ambulacraria | \| \| Hemichordata \| \| \| \| \| \| Echinodermata \| \| \| \| |
|              | \| \| Hemichordata \| \| \| \| \| \| Echinodermata \| \| \| \| |
|              | Hemichordata                                                   |
|              |                                                                |
|              | Echinodermata                                                  |
|              |                                                                |

|  | Hemichordata  |
|  |               |
|  | Echinodermata |
|  |               |

## Taxonomía
Filo Xenacoelomorpha
- Subfilo Acoelomorpha
  - Clase Acoela
  - Clase Nemertodermatida

- Subfilo Xenoturbellida